# علي حسن سعيد
علي حسن عيسى سعيد (ولد في 21 أبريل 1995 في المنامة، البحرين) لاعب كرة قدم دولي بحريني يجيد اللعب في مركز المهاجم. يلعب حاليا لصالح الرفاع الذي ينافس في الدوري البحريني الممتاز منذ 2021.